# Secret Project Revolution
Secret Project Revolution (secretprojectrevolution, Originalschreibweise) ist ein Kurzfilm der US-amerikanischen Sängerin Madonna, der in Zusammenarbeit mit Steven Klein entstand. Der Kurzfilm ist Teil der Art for Freedom, ein Projekt, das sich für die Bewahrung der künstlerischen Freiheiten und Gleichberechtigung einsetzt. Der Film entstand während und nach Madonnas MDNA Tour. Sowohl Madonna als auch die Tänzer und Tänzerinnen der MDNA Tour sind im Film als Protagonisten zu sehen. Der Film kann seit dem 24. September 2013 gratis über BitTorrent heruntergeladen werden und steht auch auf YouTube zur Verfügung.

## Handlung
Der Film beginnt mit Bildern einer inhaftierten Madonna. Im Hintergrund sind Sirenen zu vernehmen und eine Rede, die sie während eines Auftritts im Olympia hielt, ist zu hören. Die Szene geht über in einen Raum, in dem sich eine Gruppe Personen aufhält (die Tänzer ihrer MDNA Tour). Sie werden von ihr erschossen, wobei sich keiner von ihnen wehrt oder zu fliehen versucht. Ein Zitat von Jean-Luc Godard wird eingeblendet:

All you need for a movie is a gun and a girl.

„Alles, was Sie für einen Film brauchen, ist eine Waffe und ein Mädchen.“

Anschließend sieht man, wie Madonna, mit Handschellen gefesselt, von Wärtern einen Gang entlang geschleift wird. Sie wird in die Zelle gebracht, in der man sie bereits am Anfang des Films sehen konnte. Bilder eines Mannes, der von mehreren Personen gefoltert wird, werden gezeigt und die eines Tänzers, der in jenem Raum tanzt, in dem zuvor sämtliche Personen von Madonna erschossen wurden. Während dieser Szenen hört man im Hintergrund wieder ihre Stimme. Diesmal berichtet sie über die Missstände und das Leid, die sie während ihrer MDNA Tour zu Gesicht bekam, und spricht über die wachsende Intoleranz gegenüber verschiedenen Menschen, mit denen sie während ihrer Tour sprach. Sie spricht sich dafür aus, eine Revolution zu beginnen, und beklagt sich darüber, dass sie aufgrund ihres Geschlechts, Images und Aussehens nicht ernst genommen wird.
Trotzdem fordert sie eine Revolution. Zu viel Talent und Kreativität wird ihrer Ansicht nach vergeudet und nicht erkannt. Es zeichnet sich ein Muster ab, dass sich die Geschichte gerade wiederholt und die Demokratie nicht mehr zu existieren scheint. Ein weiterer Tänzer wird gezeigt. Diesmal ist im Hintergrund Martin Luther Kings Rede I Have a Dream zu hören. Die Szene endet mit einem Verhör eines weiteren Mannes und der Forderung Madonnas, eine Revolution der Liebe (im engl. Original Revolution of Love) zu beginnen.
Daraufhin beginnt eine weitere Tanzszene. Ein Mann, nur in Unterwäsche gekleidet, tanzt vor Soldaten und anderen Männern, während zwischenzeitlich ein brennender Kinderwagen gezeigt wird. Im Hintergrund sind abermals Reden zu hören, die Madonna während ihrer Tour in verschiedenen Städten rund um den Globus hielt. In sämtlichen Reden appelliert sie für mehr Gleichberechtigung, Liebe und Toleranz.
Schlussendlich wird die zweite Szene, in der sie Menschen willkürlich erschoss, ein weiteres Mal gezeigt, doch diesmal rückwärts. Nochmals fordert sie auf, eine Revolution zu beginnen, und ein Zitat von Jean-Paul Sartre wird eingeblendet:

Freedom is what we do with what’s been done to us.

„Freiheit ist, was wir tun mit dem, was uns angetan wurde.“

## Hintergrund
Die Idee zum Film bekam Madonna, nachdem sie weltweit mehrere Missstände während ihrer MDNA Tour bemerkte. Bereits während ihrer Tour hielt sie in jeder Stadt eine Rede, in der sie die Menschen ermutigte, sich mehr zu engagieren. Unter anderem unterstützte sie die Punk-Rockband Pussy Riot, Malala Yousafzai und den Wahlkampf von Barack Obama. Der Kurzfilm wurde auf überdimensionalen Straßenleinwänden in diversen Metropolen der Welt ausgestrahlt. Die Musik, die in secretprojectrevolution gespielt wurde, stammt größtenteils aus ihrem Kinofilm W.E. Kostüme und Schuhe, die im Film gezeigt werden, sind Teil einer unveröffentlichten Kollektion, die von Madonna entworfen wurde.

## Kritiken
Der Kurzfilm wurde mehrheitlich schlecht bewertet. Die New York Post vergab keinen von vier möglichen Sternen. Das Slant Magazine vergab eine gemischte Kritik:

„The film is beautifully shot, art-directed, and costumed, with shades of "Vogue," "Die Another Day," and X-STaTIC Pro=CeSS, her 2003 art installation with Klein, evident throughout. Madonna looks as svelte and as sexy as ever, donning a platinum wig with bangs coincidentally not unlike that of Susanne Sachsse's über-militant in The Raspberry Reich. The entire project, at least aesthetically, recalls the artist's peak of provocation in the early '90s, a fact only reinforced by the scratchiness of her speaking voice, evocative of the raw vocals on her 1992 magnum opus, Erotica.Unlike that Madonna, however, today's Madonna tempers her revolution with vague, quasi-new-age platitudes about love.“